# Oud-Zevenaar

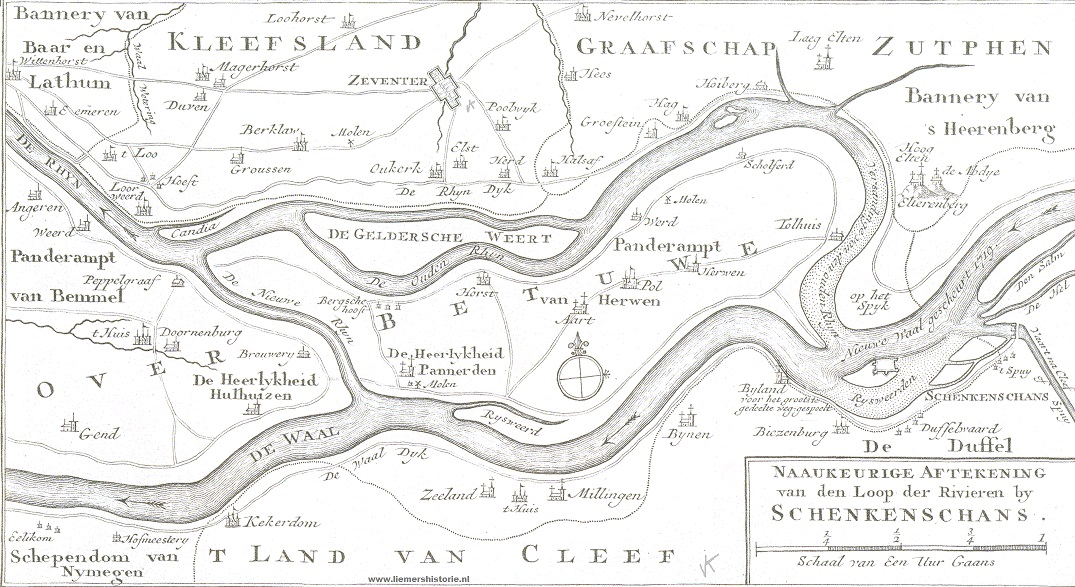
Kaart uit 1741, Zevenaar wordt hier 'Zeventer' genoemd en Oud-Zevenaar heet 'Oukerk'
(klik op kaart voor vergroting)

Oud-Zevenaar (Kleverlands/Zuid-Gelders: Old-Sènder) is een dorp in de Nederlandse gemeente Zevenaar (provincie Gelderland) ten zuiden van de gelijknamige stad, en heeft ruim 600 inwoners.

## Bezienswaardigheden
Bezienswaardig is de Sint-Martinuskerk, een rijksmonument dat op een terp aan de bandijk staat. De kerk wordt in 1276 voor het eerst genoemd en is van oorsprong de moederkerk van Zevenaar. Begin vijftiende eeuw werd een Mariakerk gebouwd, waarschijnlijk tegen de zuidzijde van de bestaande Sint-Martinuskerk aan. De kerk kreeg in 1572 zwaar te lijden van krijgsgeweld, de gotische torenspits werd in brand gestoken en verwoestte bij haar val het kerkgebouw. Na 1583 is een begin gemaakt met de herbouw.
Andere bezienswaardigheden zijn de nog werkende korenmolen De Hoop uit 1850 en Camphuysen, een versterkt huis dat waarschijnlijk oorspronkelijk uit de veertiende eeuw dateert. Het omringende landgoed is publiek toegankelijk. De havezaten Leemcuyl en Poelwijck zijn verdwenen.
In Oud-Zevenaar vindt geen uitbreiding plaats waardoor het historisch aanzicht behouden blijft. Wel is een aantal nieuwe woningen gebouwd voor mensen die moesten verhuizen vanwege de aanleg van de nabije Betuweroute die in 2007 in gebruik werd genomen.

## Fotogalerij

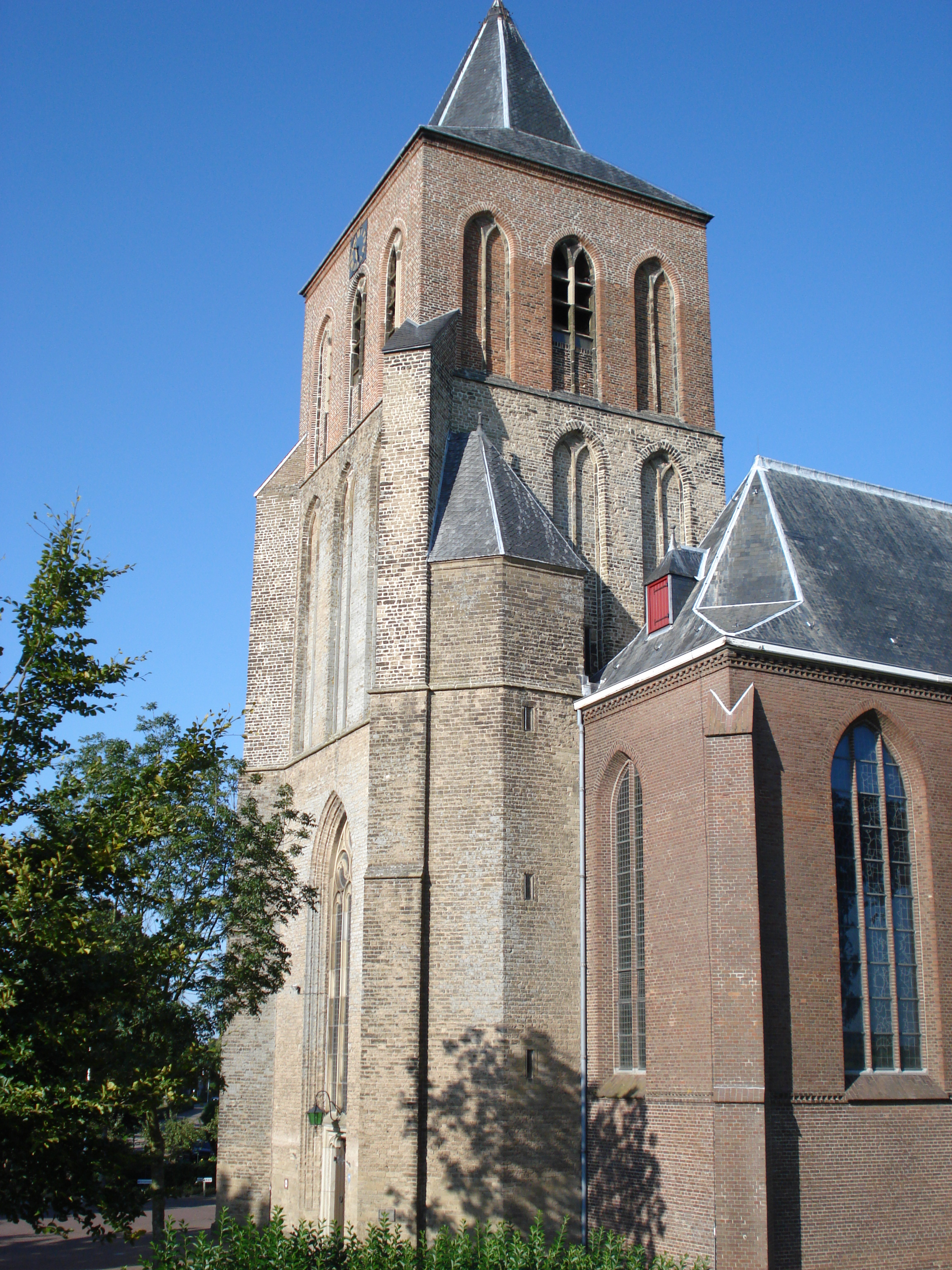
Sint-Martinuskerk
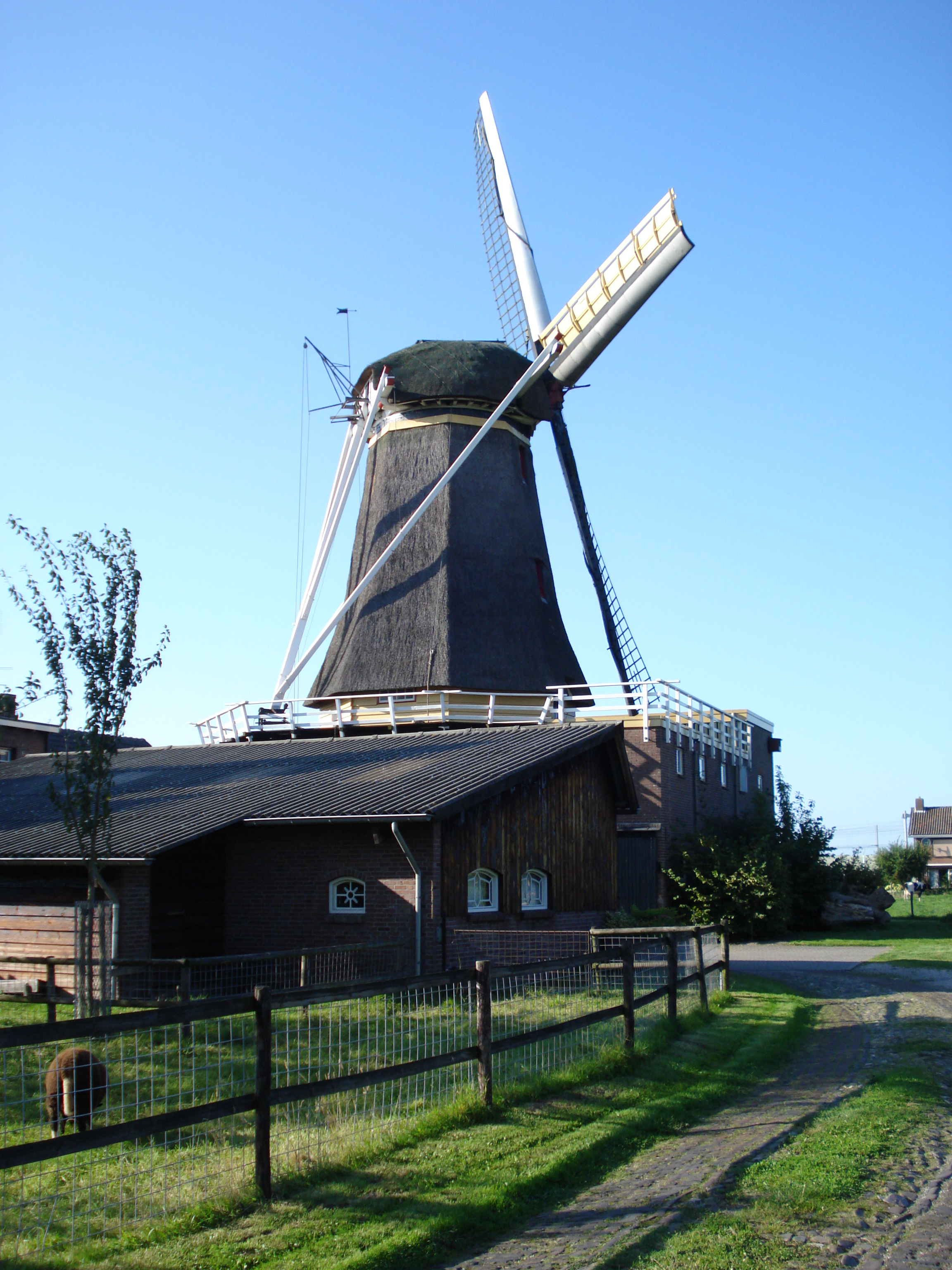
De Hoop, maalvaardige korenmolen
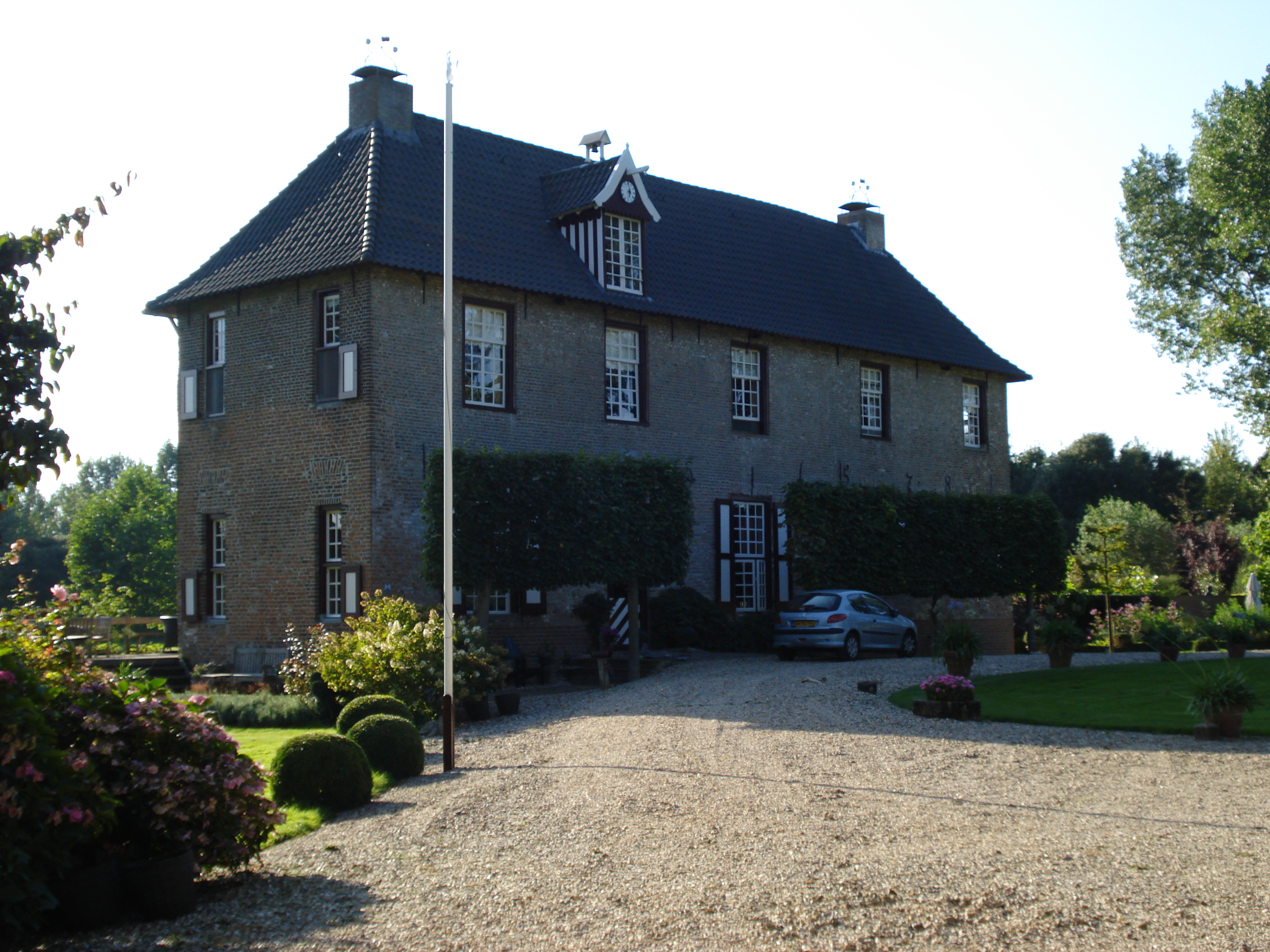
Havezate Camphuysen
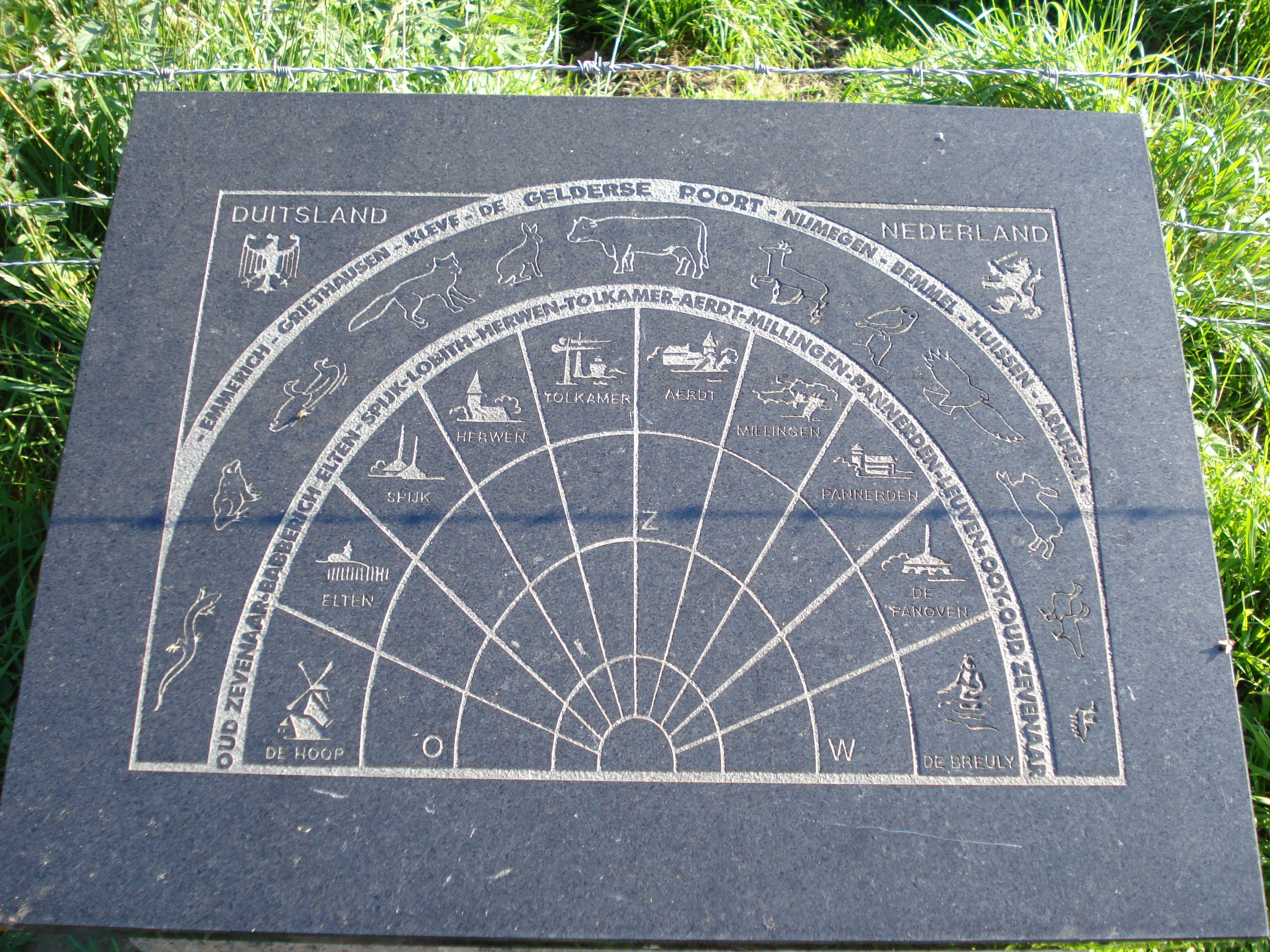
Panoramatafel grensgebied Duitsland-Nederland
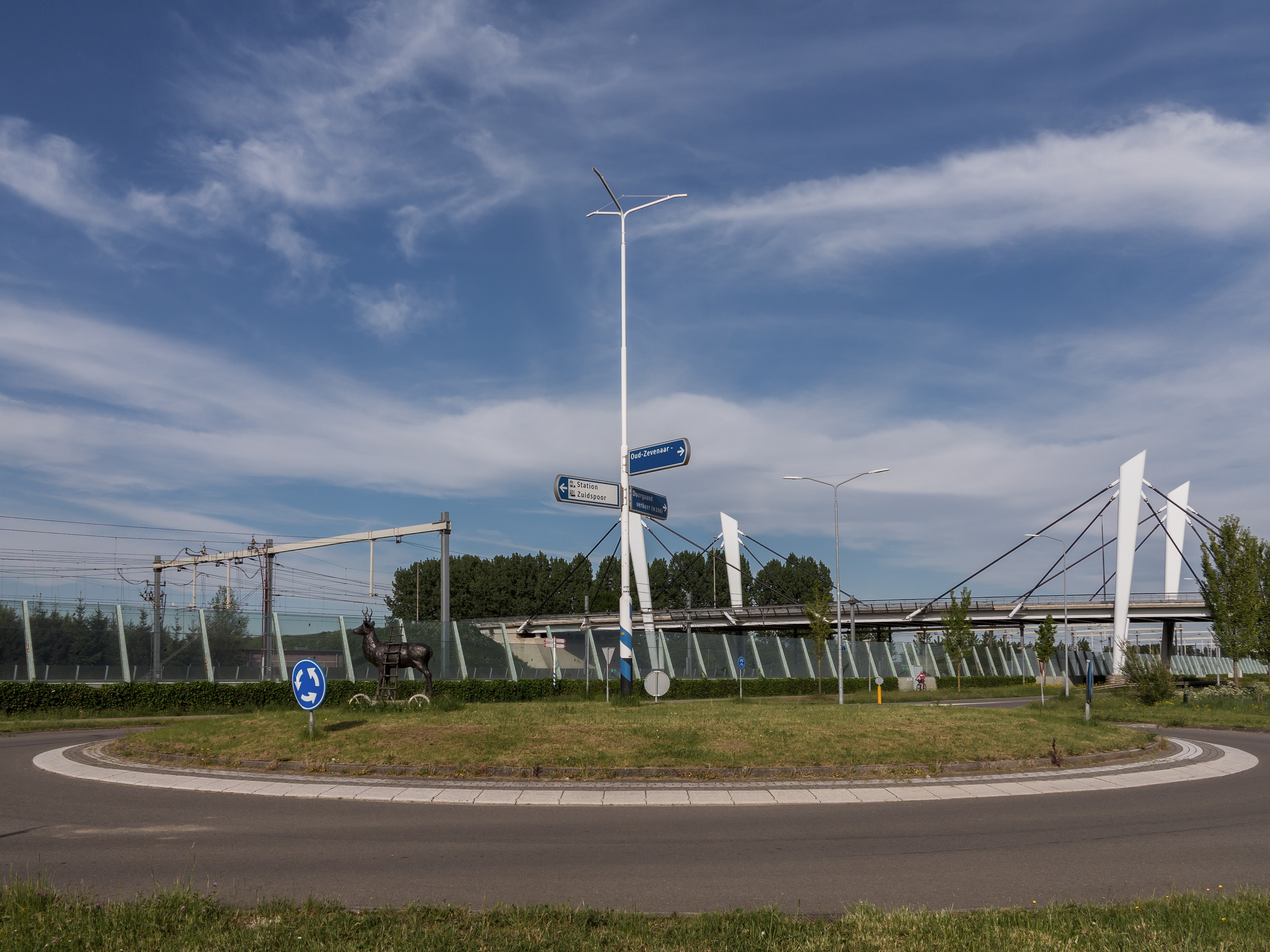
Fergusonbrug en de Betuwelijn
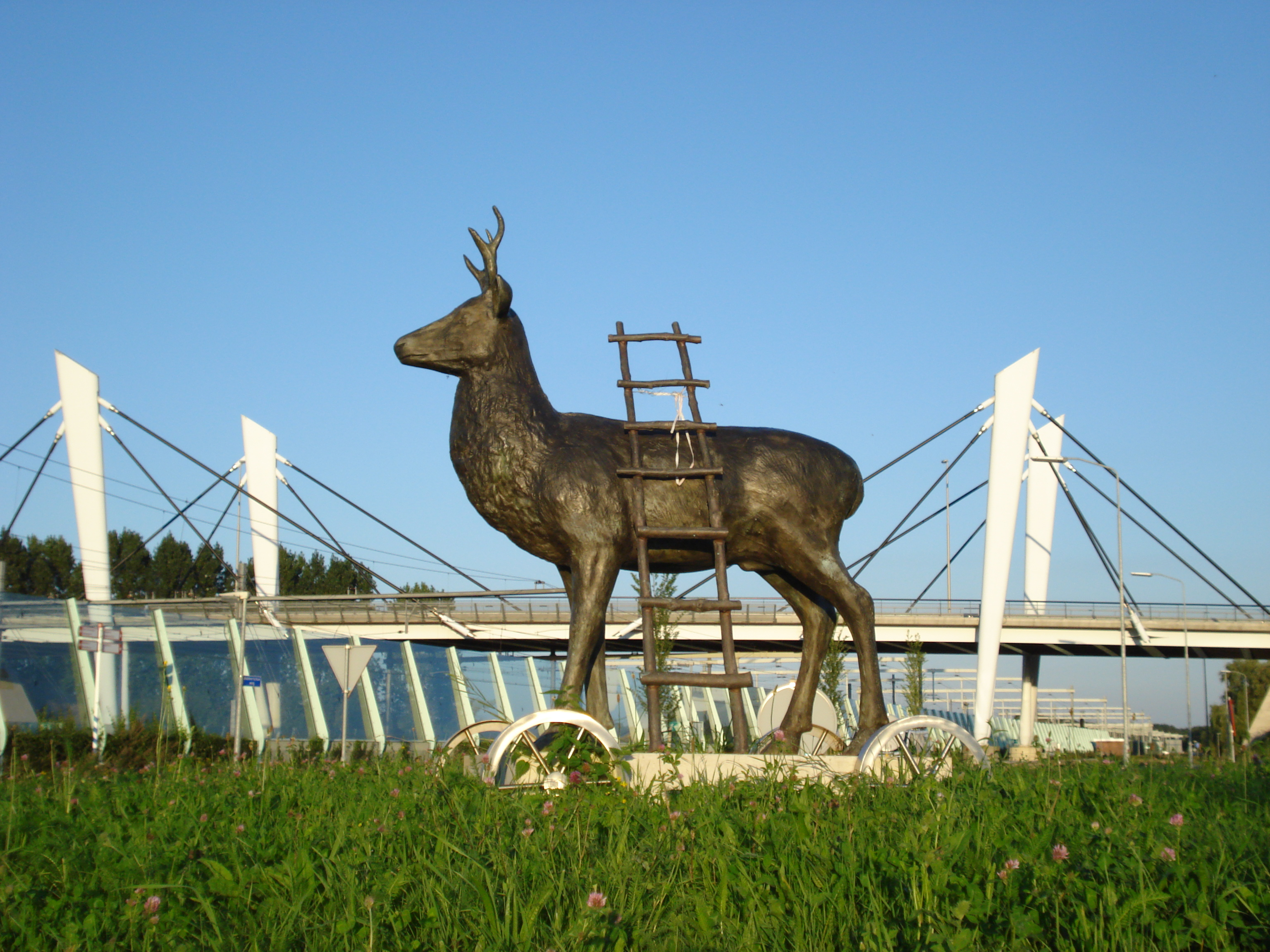
Sculptuur hert-op-wielen en spoorviaduct

Stad: Zevenaar      Dorpen: Aerdt · Angerlo · Babberich · Giesbeek · Herwen · Lathum · Lobith · Oud-Zevenaar · Pannerden · Spijk · Tolkamer

Buurtschappen: Aerdenburg · Bahr · Bevermeer · Bingerden · Geitenwaard · Holthuizen · Kijfwaard · Kwartier · Ooy · Oud-Dijk (deels) · Tuindorp · Veldhuizen · Zweekhorst

Voormalige gemeenten: Angerlo · Rijnwaarden

Gelderland: Steden en dorpen in Gelderland      Nederland: Provincies · Gemeenten